# Francisco Rosende
Francisco Rosende Ramírez (Santiago de Chile, 18 de mayo de 1956 - Santiago de Chile, 28 de agosto de 2016) fue un economista de la Universidad de Chile y académico del Instituto de Economía de la Pontificia Universidad Católica hasta su fallecimiento consecuencia de un cáncer.

## Biografía
Su padre fue Francisco Javier Rosende Merino quien trabajó en la Corporación de Fomento (Corfo) y su madre fue Carmen Ramírez Figueroa quien estudió Ingeniería Comercial en la Universidad Católica. Estaba casado con Karin Jurgensen, actual Decana de la Facultad de Ciencias Económicas y Empresariales Universidad de los Andes y directora del ESE business school, con tuvieron cinco hijos: Catalina, Magdalena, Constanza, Francisco y María Gracia. Era conocido por ser hincha del club deportivo Colo Colo y FC. Barcelona.

## Formación
Cursó sus estudios secundarios en el Liceo N° 11 de la comuna de Las Condes en la ciudad de Santiago de Chile Luego ingresó a la carrera de ingeniería comercial en la Universidad de Chile (1979). En 1981 viajó a Estados Unidos a realizar un Master of Arts en Economía en la Universidad de Chicago que terminaría dos años después.

## Carrera profesional
De regreso en Chile, en plena crisis bancaria, se incorporó al Banco Central (1985-1990), como señalaba en una entrevista al diario Visión UC en esta institución “con datos construimos una visión más rigurosa y menos ideológica de los problemas”. En el Instituto Emisor alcanzó la posición de gerente de Estudios del Banco Central entre 1986 y 1990 tras haber sido Jefe Departamento de Estudios del Banco Central en 1985.
Llegó como Profesor Jornada Completa al Instituto de Economía Pontificia Universidad Católica de Chile en 1990, donde llegó a ejercer como decano de la Facultad de Ciencias Económicas y Administrativas de la Pontificia Universidad Católica de Chile entre 1995 y 2013. Durante este periodo, la facultad aumentó su planta de 25 a 64 profesores, potenciando con ello la labor docente sin dejar de lado el desarrollo de la investigación en las distintas disciplinas. La creación y consolidación de múltiples programas de posgrado, incluyendo el MBA y el doctorado en Economía.
Fue investigador asociado del Centro de Estudios Públicos (CEP), y columnista de los diarios "El Mercurio" y "El País de Uruguay". A su vez, fue miembro de la Comisión Resolutiva Antimonopolio y presidente de la Comisión de Defensa de la Libre Competencia 2012. También tuvo una faceta empresarial, al ejercer como director del banco BCI.

## Reconocimientos
- Premio al “Economista del Año” del diario El Mercurio Año 2014[5]
- Premio a la Excelencia en Docencia y premio Monseñor Carlos Casanueva de la P. Universidad Católica de Chile 2012[6]
- Premio Círculo de Honor 2011, que entrega la Universidad de Chile a un destacado egresado como Ingeniero Comercial, Mención Economía.[7]
- Premio al “Economista del Año” de la Revista Gestión Año 2007.[2]

## Obras
Escribió más de 65 artículos y libros sobre Teoría Monetaria, entre ellos:
- La Escuela de Chicago: Una Mirada Histórica a 50 años del Convenio Chicago/Universidad Católica: Ensayos en Honor de Arnold Harberger (Editor), publicado en 2007;
- The conquest of inflation. A critical review of the literature " publicado por el Centro de Estudios Públicos.
- Metodología, Teoría y Política Económica. Editor con Rolf Lüders, Ediciones UC, enero de 2015
- El Gran Descalabro: La Macroeconomía de la Primera Crisis Financiera del Siglo XXI, 2014, Ediciones UC.
- Análisis empírico de la inflación en Chile, Editor junto a Felipe Morandé
- Teoría Macroeconómica: Crecimiento, Ciclos y expectativas, Ediciones UC, 2000
- Ciclos, Expectativas e Institucionalidad Económica, Universidad de Chile 1989